# Héliport de Paris-Issy-les-Moulineaux
De Heliport Parijs-Issy-les-Moulineaux (Frans: Héliport de Paris-Issy-les-Moulineaux) is een heliport aan de zuidwestrand van Parijs. Het is een van de oudste luchthavens ter wereld, er wordt al vanaf 1905 gevlogen. Het vliegveld functioneert sinds 1953 puur als luchthaven voor helikopters. Het is het enige vliegveld dat zich daadwerkelijk op het grondgebied van Parijs bevindt; het ligt in een uitstulpsel van het 15e arrondissement aan gene zijde van de peripherique dat grenst aan de gemeente Issy-les-Moulineaux.

## Geschiedenis
Het Franse leger zag zich door de bouw van de Eiffeltoren op hun toenmalige exercitieplaats de Champ-de-Mars in 1889 genoodzaakt een nieuw oefenterrein te zoeken. Ze kwamen terecht op het huidige luchthaventerrein, destijds midden op het platteland. In 1905 werd het terrein voor het eerst gebruikt voor de luchtvaart; op 26 maart van dat jaar liet de filantroop Ernest Archdeacon een test met een dubbeldeks zweefvliegtuig van de fabrikant Gabriel Voisin uitvoeren. De test bestond uit het oplaten van het met 60 kg zand beladen vliegtuig door het vanaf een glijbaan met een auto voort te trekken. Het vliegtuig wist een hoogte van 30 m te bereiken alvorens het neerstortte. Een volgende mijlpaal werd in 1907 bereikt toen Louis Blériot met zijn tandem enkeldekker Aéroplane VI Libellule met een snelheid van 80 km/u een afstand van 184 meter wist te vliegen. Henri Farman verbeterde dat in oktober van hetzelfde jaar met een vlucht van 771 meter. Ook de pionier Alberto Santos-Dumont kwam na eerst in het Parc de Bagatelle testen gedaan te hebben hier vliegen. Op 13 oktober van dat jaar maakte Henri Farman de een rondvlucht van meer dan een kilometer; dit leverde hem de Deutsch-Archdeaconprijs op en in 1933 een monument aan de ingang van het luchthaventerrein dat er nog steeds staat.
Een andere wereldrecord werd door deze luchthaven in 1908 gevestigd toen het de eerste luchthaven ter wereld werd die door klachten van omwonenden gesloten werd; de militaire gouverneur van Parijs verbood een tijd lang alle vluchten om tegemoet te komen aan de angstige buurtbewoners. Dit duurde echter niet lang, en al snel hervatten de vluchten zich. In 1910 vond vanaf Issy de eerste vlucht Parijs-Brussel plaats, en in 1911 landde de piloot Pierre Prier hier na opgestegen te zijn vanaf de Londense luchthaven Hendon in een Bleriot-toestel, hetgeen de eerste vlucht tussen de twee hoofdsteden was. Hij had er drie uur en 56 minuten over gedaan.
Vanaf 1922 werden vanaf het terrein testen gedaan met helikopters. Raoul Pateras Pescara voerde vluchten uit over een afstand van 736 meter.
In 1940 werd het terrein door de Luftwaffe uitgebreid gebombardeerd en na de Franse overgave tot een basis omgevormd. Na de bevrijding hervatten de vluchten alweer snel, maar de snel oprukkende bebouwing in de omgeving beperkten al snel het gebruik. De startbanen werden al snel te kort bevonden voor de moderne luchtvaart, daarentegen vonden in toenemende mate bedrijven uit de helikopterbranche hier hun toevlucht. In 1953 vond de laatste vlucht met een toestel met vaste vleugel plaats.
In 1956 werd de luchthaven onder de naam Héliport de Paris deel van Aéroports de Paris. In 1957 opende Sabena in het kader van de Wereldtentoonstelling een helikopterlijndienst naar Brussel. De lijn, die er 1 uur en 15 minuten over deed werd wegens de gebrekkige winstgevendheid in 1962 alweer opgedoekt.
Het luchthaven areaal kromp in die jaren snel. In 1958 werd 10 hectare van het terrein gebruikt voor de aanleg van de Peripherique, daarna 10 hectare voor sportterreinen. Ook de Aquaboulevard en diverse kantoortorens werden op voormalig luchthaventerrein gebouwd. Het gebruik neemt ook door een toenemend aantal klachten van bewoners en concurrentie met andere zakenluchthavens, zoals luchthaven Le Bourget, snel af.

## Gebruik

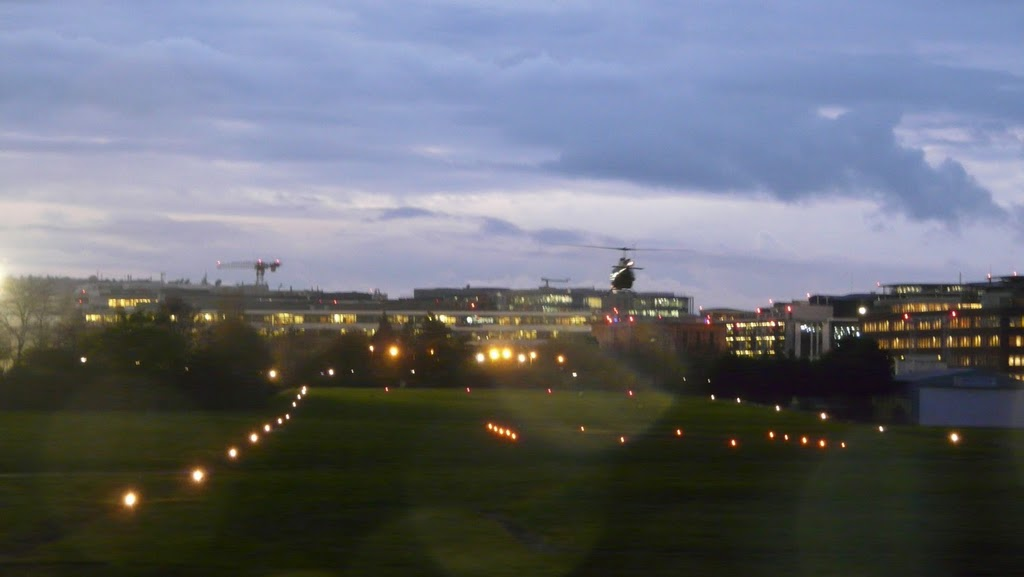
Een helikopter stijgt op vanaf Issy

De luchthaven wordt nu veel gebruikt voor rondvluchten, maar ook politie- en ambulancevluchten stijgen hier op. Daarnaast wordt er ook door hooggeplaatste militairen gebruik van gemaakt: op een ander deel van het terrein dat in 1889 door het Franse leger verworven is, is het ministerie van Defensie gevestigd.

## Bereikbaarheid
De heliport is te bereiken via het metrostation Balard van lijn 8 en tram 3a.
- Bibliothèque nationale de France: cb125484303 (data)
- Système universitaire de documentation: 034764186
- Virtual International Authority File: 124298549